# Лебяжье (Выборгский район)
Лебя́жье (до 1948 года Куутерселькя, фин. Kuuterselkä) — посёлок в Рощинском городском поселении Выборгского района Ленинградской области.

## Название
В дословном переводе Куутерселькя означает «Шестая гряда».
17 января 1948 года по постановлению второй сессии Мустамякского сельсовета деревня Куутерселькя получила наименование Лебяжье.
Переименование было закреплено указом Президиума ВС РСФСР от 13 января 1949 года.

## История
В 1564 году окрестности деревни были ленным поместьем Антти Ниилопойка — коменданта крепости Кивеннапа.
В 1623 году в деревне насчитывалось 7 крестьянских дворов.

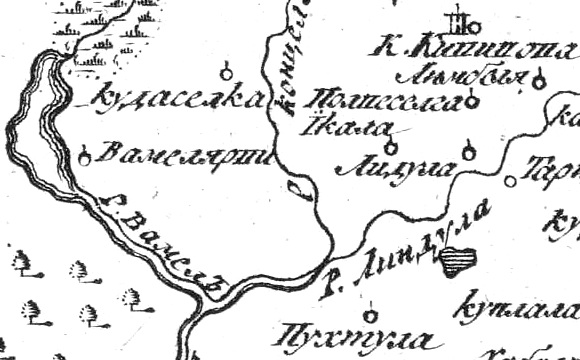
Кудаселка (Куутерселькя) на русской карте 1745 года

В 1760 году в Куутерселькя проживало 43 трудоспособных мужчин и женщин. Коренные жители деревни издревле занимались землепашеством и животноводством.

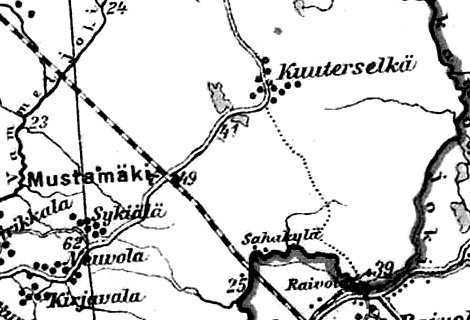
Деревня Куутерселькя на финской карте 1923 года

До 1939 года деревня Куутерселькя входила в состав волости Каннельярви Выборгской губернии Финляндской республики. В 1939 году в деревне насчитывалось 123 двора.
С 1 января 1940 года по 30 сентября 1948 года — в составе Мустомякого сельсовета Каннельярвского, а затем Райволовского районов.
С 30 июня 1941 года по 31 мая 1944 года — финская оккупация. В период с 1942-го по 1944 год на территории деревни Куутерселькя возводился оборонительный узел линии ВТ.
После войны в деревне был организован птицеводческий совхоз «Ударник».
С 1 октября 1948 года — в составе Горьковского сельсовета Рощинского района.
С 1 января 1949 года деревня Куутерселькя учитывается административными данными как деревня Лебяжье.
С 1 февраля 1961 года — в составе Победовского сельсовета. В 1961 году деревня насчитывала 240 жителей.
С 1 февраля 1963 года — в составе Выборгского района.
Согласно административным данным 1966 года посёлок Лебяжье находился в составе Победовского сельсовета.
Согласно административным данным 1973 и 1990 годов посёлок Лебяжье находился в составе Цвелодубовского сельсовета.
В 1997 году в посёлке Лебяжье Цвелодубовской волости проживали 143 человека, в 2002 году — 131 человек (русские — 97 %).
В 2007 году в посёлке Лебяжье Рощинского ГП проживали 117 человек, в 2010 году — 528 человек.

## География
Посёлок расположен в южной части района на автодороге 41К-093 (Белокаменка — Лебяжье), к западу от места её примыкания к автодороге 41К-090 (Рощино — Цвелодубово).
Расстояние до административного центра поселения — 6 км.
Расстояние до ближайшей железнодорожной станции Каннельярви — 4 км. Ближайшая железнодорожная платформа — Горьковское.
Посёлок находится на берегах озёр Большое Лебяжье и Малое Лебяжье.

## Демография
| 2007 | 2010 | 2017 | 2021 |
| ---- | ---- | ---- | ---- |
| 117  | ↗528 | ↘168 | ↗314 |

## Достопримечательности
В посёлке расположено братское кладбище советских бойцов, погибших в бою при Куутерселькя. Долгое время на нём была установлена табличка с надписью, посвящённая командиру взвода танков Т-60 1-й Краснознамённой танковой бригады лейтенанту Николаю Афанасьевичу Фатееву, сгоревшему в танке 12 июня 1944 года в одном из первых боёв на линии ВТ близ Куутерселькя. Однако в 2005 году она исчезла. В 2013 году для её восстановления было собрано более 10 тысяч подписей и 50 тысяч рублей пожертвований. В 2014 году на месте гибели экипажа Т-60 лейтенанта Николая Фатеева и сержанта Юрия Харитонского установлен памятный знак.
В 2006 году на горе Лебяжья был открыт памятник финским солдатам, оборонявшим в 1944 году финскую оборонительную линию ВТ.
12 июня 2014 года на месте бывших укреплений финской оборонительной линии ВТ состоялось торжественное открытие исторического района «Куутерселькя 1944». Над созданием мемориальной зоны работал поисковый отряд «Озёрный» при содействии многочисленных волонтёров и администрации Рощинского поселения.

## Фото

Братская могила советских солдат и офицеров № 9 в посёлке Лебяжье (Выборгский район), погибших при прорыве финской оборонительной линии ВТ (Карельский вал) в июне 1944 года.
Памятная табличка лейтенанту Николаю Афанасьевичу Фатееву.
Памятный знак рядом с местом гибели экипажа Н. А. Фатеева и Ю. Л. Харитонского.
Монумент финским солдатам, оборонявшим 12-15 июня 1944 года оборонительную линию ВТ.

## Улицы
Александра Казакова, Береговой переулок, Большой Ландышевый проезд, Весенний переулок, Владимира Кораблина, Георгия Ефремова, Григория Петрова, Дачная, Дорожный переулок, Загородный проезд, Зелёный переулок, Ивана Глущенко, Конный проезд, Ландышевая, Лесной проезд, Малый Ландышевый проезд, Николая Фатеева, Озерный переулок, Павла Сташека, Приметный проезд, Приозерная, Сиреневая, Совхозная, Солнечный переулок, Тихая, Топливный переулок, Фантия Латышева, Финская, Хуторская, Хуторской проезд, Цветочный переулок, Центральная, Яхтенный проезд.